# Маренич, Григорий Алексеевич
Григорий Алексеевич Маренич (1833 — 1918) — российский музыкальный педагог.
Из крепостных графа Д. Н. Шереметева, начал учиться музыке в его домашней хоровой капелле. После освобождения крепостных окончил Санкт-Петербургскую консерваторию (1866) по классу альта Иеронима Вейкмана и теории музыки Николая Зарембы. В течение пяти лет играл на альте в петербургских театрах.
С 1871 г. преподавал в консерватории сольфеджио и основы музыкальной теории, с 1879 г. старший преподаватель (сменил на кафедре теории своего учителя Зарембу), с 1883 г. профессор второй степени, с 1901 г. профессор первой степени. В 1909 г. вышел на пенсию. Одновременно с 1875 г. преподавал также в женском Мариинском институте; в классе хорового пения ввёл использование концертины для аккомпанемента.
Опубликовал ряд учебных пособий, в том числе «Первоначальное обучение пению» (1876), и сборники песен для школьного употребления («32 одноголосые песни», 1874, и др.), в том числе и с песнями собственного сочинения — в частности, на стихи Михаила Лермонтова («Горные вершины», «Казачья колыбельная»).
В 1885 г. получил личное дворянство. Удостоен орденов Святого Станислава III и II степеней, Святой Анны III и II степеней, Святого Владимира IV степени.